# Jackson-cickány
A Jackson-cickány (Crocidura jacksoni) az emlősök (Mammalia) osztályának Eulipotyphla rendjébe, ezen belül a cickányfélék (Soricidae) családjába és a fehérfogú cickányok (Crocidurinae) alcsaládjába tartozó faj.

## Rendszerezése
A fajt Oldfield Thomas amerikai zoológus írta le 1904-ben.

## Előfordulása
Kelet-Afrikában, a Kongói Demokratikus Köztársaság, Kenya, Tanzánia és Uganda területén honos. A természetes élőhelye szubtrópusi és trópusi síkvidéki és hegyi esőerdők.